# Nespouls
Nespouls ist eine Gemeinde in Frankreich. Sie gehört zur Region Nouvelle-Aquitaine, zum Département Corrèze, zum Arrondissement Brive-la-Gaillarde und zum Kanton Saint-Pantaléon-de-Larche. Die Bewohner nennen sich Nespoulois.  

## Geografie und Infrastruktur
In Nespouls besteht ein Anschluss an die Autoroute A20, vereint mit der Route nationale 20 und der Europastraße 9. Die Gemeinde grenzt im Süden an Cressenac im Département Lot. Die weiteren Nachbargemeinden sind Noailles im Norden, Jugeals-Nazareth im Nordosten, Turenne im Osten, Estivals im Südwesten, Chartrier-Ferrière im Westen und Chasteaux im Nordwesten.

## Bevölkerungsentwicklung
| Jahr      | 1962 | 1968 | 1975 | 1982 | 1990 | 1999 | 2008 | 2012 |
| --------- | ---- | ---- | ---- | ---- | ---- | ---- | ---- | ---- |
| Einwohner | 375  | 348  | 340  | 358  | 413  | 503  | 610  | 651  |